# Paallavvik
Paallavvik, tidigare benämnd Padloping Island, är en ö i Kanada.   Den ligger i territoriet Nunavut, i den östra delen av landet, 2 500 km norr om huvudstaden Ottawa. Arean är 148 kvadratkilometer.
Terrängen på Paallavvik är kuperad. Öns högsta punkt är 812 meter över havet. Den sträcker sig 22,3 kilometer i nord-sydlig riktning, och 21,7 kilometer i öst-västlig riktning.